# Elekes György (újságíró)
Szentkatolnai Elekes György, írói álneve Katolnay László (Kézdivásárhely, 1894. május 19. – Sepsiszentgyörgy, 1969. november 20.) magyar újságíró, költő.

## Életútja
Székely lófő családban született szentkatolnai Elekes Béla és Zakariás Mária gyermekeként. Testvérei közül Dezső utóbb a Központi Statisztikai Hivatal elnöke lett. Elekes György középiskolát szülővárosában végzett, jogot Budapesten tanult. Az első világháborúban orosz fogságba esett és hat évet Szibériában töltött. 1922-ben hazatérve Kézdivásárhelyen telepedett meg, ahol a Flekken és Bogáncs című szatirikus hetilapokat szerkesztette. 1923-ban Brassóba költözött, ahol egy névrokonával könyvkereskedést nyitott, s a színházi évadokra Színházi Újság című lapot adott ki (1923–32).
A Hétfői Brassói Hírlap szerkesztője (1925–27), a Brassói Napló felelős szerkesztője (1930–35); kezesség vállalásával biztosította az ÁGISZ Hasznos Könyvtár című sorozatának rendszeres megjelenését (1935). A Kemény Zsigmond Társaság (KZST) tagja. Kézdivásárhelyen adta ki következő versfüzeteit: Szibériában pergő homokszemek zenéje (1921); Szürke csendben (1922); Bábszínház (1923); Mindegy (1924). Lírájában főleg a hadifogság lelki élményeiből merít: eseménytelen, zord "hiába-évekből" küld lemondó jelzéseket. Hoffmann három meséje (Kézdivásárhely 1923) az operaváltozat hadifogoly-színpadra készült szabad fordítása, a fantasztikum és a csalódás hangulatait idézi fel.
Újságokban szétszórt útleírásai a Székelyföldtől Vlagyivosztokig s onnan Japánon, Kínán, az Indiai-óceánon, Perzsián át haza kalandozó ifjúkorát elevenítik meg. Hírhedtté vált egy bukaresti kiadó üzleti megbízásából Katolnay László néven írt több mint 3000 lapnyi terjedelmű füzetes regénye, a Szívek harca (1926-tól), egy németországi bestseller szabad "átköltése", amelyet román, horvát és angol nyelven is kiadtak.